# Thunder over Texas
Thunder over Texas è un film del 1934, diretto da Edgar G. Ulmer. 

## Trama
Bruce Laird, bancario e banchiere, esce dall'edificio dell'istituto di credito affermando che sarebbe appena stato rapinato, ed avverte lo sceriffo, che parte a cavallo all'inseguimento dei supposti criminali. Il conducente di una vettura di passaggio, poco distante dal centro abitato, viene ucciso con una fucilata da un sicario nascosto, che indossa un sombrero.
L'automobile arresta la sua corsa nel ranch di Ted Wright, mentre sopraggiungono lo sceriffo e i suoi uomini. Dall'auto viene estratta illesa una bambina, evidentemente la figlia del conducente, Tiny, ignara della sorte del padre, che viene presa temporaneamente in consegna, in attesa che la magistratura si pronunci a proposito, proprio da Ted. Quest'ultimo ha, come aiuti nella propria fattoria, i tre pittoreschi figuri Dick, Tom e Harry, appassionati di radio, che ascoltano tutto il giorno tralasciando i lavori: in compagnia di costoro Tiny pare tranquilla.
Bruce Laird e lo sceriffo, evidentemente in combutta, pagano Gonzalez, il sicario messicano che ha eliminato il padre della bambina, il quale tuttavia, disattendendo le intimidazioni, non fa rientro in Messico. Al processo si stabilisce che il defunto, un ingegnere minerario che si stava occupando di portare in paese la linea ferroviaria, è stato colpevole della rapina ed è deceduto accidentalmente nell'incidente stradale. Ted riesce ad ottenere l'affidamento di Tiny fino a quando non si sia riusciti a rintracciarne eventuali parenti, evitandole così il trasferimento in un orfanotrofio. Quest'ultima soluzione era invece caldeggiata da Laird e dallo sceriffo, poiché in tal modo alla bambina sarebbe stato più difficile entrare in possesso di alcuni documenti del padre, relativi alla ferrovia e per loro compromettenti:i due cercheranno allora in ogni modo di allontanare Ted.
Intanto la maestra del villaggio, Helen Mason, si trasferisce nel ranch di Ted, in attesa di diventarne la moglie: mentre i due stanno rientrando alla fattoria Ted è coinvolto in uno scontro a fuoco, nel corso del quale salva la vita a Gonzalez, che era stato fatto oggetto di inseguimento da parte di alcuni pistoleros mandati da Laird e dallo sceriffo.
Manca un giorno alla scadenza dell'ipoteca sotto la quale grava il ranch di Ted: Laird gli propone di acquistare la tenuta, pur di allontanalo, ma Ted asserisce che troverà il denaro necessario vendendo il proprio bestiame. Il banchiere e lo sceriffo, allora, non solo cercano di impedire che la mandria di Ted giunga al luogo del mercato, ma rapiscono apertamente Tiny, che sarà liberata grazie ad un'informazione data da Gonzalez in fin di vita in seguito ad una sparatoria.

## Produzione
Il film venne diretto da Ulmer sotto lo pseudonimo di Joen Warner (il nome della ex-moglie di Ulmer) e prodotto da Arthur e Max Alexander, nipoti del direttore degli Universal Studios, Carl Laemmle, e titolari dell'azienda di produzione di B movie Beacon Productions. Il soggetto è stato scritto da Shirley Alexander (sotto lo pseudonimo di Sherle Castle), allora moglie di Max Alexander, che tuttavia di lì a poco lascerà per sposare Ulmer, col risultato di venir entrambi ostracizzati da Hollywood.
Thunder Over Texas è stato il primo di una serie di film western prodotti dagli Alexander aventi come protagonista Guinn 'Big Boy' Williams.